# Kamýk (zámek, okres Litoměřice)
Kamýk je zámek na okraji hospodářského dvora ve stejnojmenné obci v okrese Litoměřice. Vznikl na místě starší tvrze, která jako nové panské sídlo ve druhé polovině šestnáctého nahradila nedaleký hrad.

## Historie
Pod kamýckým hradem se nachází starý hospodářský dvůr. Ve druhé polovině šestnáctého století v něm některý z členů rodu Kamýků ze Lstiboře nechal postavit renesanční tvrz. První písemná zmínka o ní pochází z roku 1628, kdy ji Jan Jiří Kamýcký ze Lstiboře prodal Heřmanu Černínovi z Chudenic. Spolu s hradem byla o tři roky vypleněna saským vojskem. Sylvie Kateřina Černínová z Millesima, vdova po Heřmanovi, kamýcký statek připojila k lovosickému panství. V roce 1863 koupil zchátralou tvrz Dr. Otto Polak. O dva roky později ji nechal zbourat a na jejím místě postavit malý novorenesanční zámek vilového rázu. Ještě předtím si panství pronajímal. Jeho sestra Betty se stala druhou manželkou skladatele Bedřicha Smetany, který na tvrzi pobýval před svou cestou do Švédska a kreslil okolní krajinu. Ve druhé polovině 20. století byla v zámku mateřská škola, závodní kuchyně a ubytovna pro brigádníky.